# 減力放送
減力放送（げんりょくほうそう）とは、放送局の放送用送信設備の不測の不具合や、計画的なメンテナンス、あるいは昼夜でのサービスエリアの変動を小さくするなどの目的のために、放送用送信機の送信出力を下げて放送を継続することをいう。

## 概要
放送送信設備の不測のトラブル、すなわち放送事故によるものもあるが、日本の場合、主には放送用空中線系統のメンテナンスを行う場合にとられるものである。減力放送が実施されたとき、サービスエリア辺縁部では受信状態が極端に悪化することがある。
各国の電波法の定めによるが、日本の放送の場合、そのサービスエリアは厳密に定められており、輻射電力は強くても弱くてもいけない。従って減力放送は正常な放送ではなく、その実施にあたっては所定の手続きを必要とする。
今日、放送局の送信設備の多くの部分は多重化されているが、特に日本の場合、広い敷地を確保することが困難であり、放送用送信鉄塔が1本、すなわち放送用送信空中線についてはひとつであることがほとんどである。近年の日本では終夜放送が常態化し、放送用送信空中線系統のメンテナンスには非常な困難を伴うようになった。この状況下で考え出されたものが減力放送である。しかしいかに減力したといえども、高周波電力が印加された状態のままの送信鉄塔に作業員が登って作業するということは好ましいことではなく、あくまでも窮余の策である。広い敷地を確保できる米国などの場合、放送用送信鉄塔も2本、すなわち二重化されている例が多く、この場合には減力放送はされない。
なお、中波ラジオ放送などの場合、昼夜での電波伝搬の違いによるサービスエリアの変動を小さくする目的により、夜間、打ち上げ角を変えることと併せて減力放送が実施されている例がある。日本では1956年まで、一部の局で昼間よりも夜間の出力を下げて送信していた例があったが、米国では現在でも夜間の減力を実施している局が存在する。
また、放送局の設備が災害などにより大きな被害を受け、放送を継続することができなくなった場合、別の場所に設けた非常用送信設備から放送を継続することがある。一般的に非常用送信設備の空中線電力、実効輻射電力は通常放送のものよりも小さいことから、これも減力放送ではあるが、各国ともに法令上は別物である。
NHKの場合、地上波の24時間放送が常態化するようになって以後、総合テレビ（アナログ放送のみ）、ラジオ第1放送、FM放送の24時間放送を行う地上波放送で、主に日曜日の深夜〜月曜日の未明（特に第1、第3日曜深夜から月曜未明が多い）と年2回程度（上半期は9〜10月、下半期は2〜3月）の特定された期間にそれを行うことがあり、実施する場合は放送でそれの開始直前に告知を行う。これにより大掛かりな点検以外の時は停波しなくなり、災害時などには直ちに放送できるようになっている。
定期メンテナンス時の減力の方法にはいくつかあるが、従来より多く行われているものは予備系送信機をあらかじめ疑似空中線回路に接続、所定の電力に調整して運用状態とし、空中線切替器を手動で切り替える、また近年の送信機は複数の電力増幅素子の信号を合成器で出力する方式がほとんどであるため、現用系送信機のいくつかの増幅モジュールの動作を停止させるといった方法による。前者の場合には一瞬、空中線回路が開放となるため、映像・音声が途切れたり、乱れたりする（瞬断する）が、後者の場合にはない。また、前者の場合でも最近では無瞬断型の空中線切替器の導入が進められており、この場合にも瞬断はない。